# Sdružení rodičů a přátel školy
Sdružení rodičů a přátel školy, známé desítky let pod zkratkou SRPŠ, bylo občanské sdružení vytvářené na většině základních škol a na mnoha dalších školách. Právní subjektivitu získaly po roce 1990. Nejsou organizací celostátní či regionální, existují při jednotlivých školách i školkách.

## Před rokem 1990
Předchůdcem SRPŠ byly na některých školách existující již v 19. století místní školní rady. V době existence Protektorátu byla jejich činnost zakázána, po válce došlo k postupné obnově.
V období existence ČSSR byla snaha zapojit SRPŠ na pomoc Pionýrské organizaci Socialistického svazu mládeže na škole, zejména pro získávání vedoucích oddílů, které byly organizovány zejména jako třídní – co třída, to oddíl. Vedoucí pionýrské skupiny, která na škole řídila všechny pionýrské oddíly, byla členem hlavního výboru SRPŠ.

## Po roce 1990
V roce 1990 byl přijat zákon o sdružování občanů č. 83/1990 Sb. V souladu s ním se řada SRPŠ při školách zaregistrovala jako občanské sdružení, jiné zanikly. K velkým změnám docházelo při každoročních reorganizacích škol (slučování, zániky). Občanská sdružení tohoto typu vznikají za účelem zlepšení podmínek dětí ve škole. Pomáhají zejména materiálně. Jako jiná řádně registrovaná občanská sdružení mají své stanovy, účetnictví a další dokumentaci. Po roce 2014 došlo ze zákona k jejich transformaci na spolky.